# Explorers Range
Die Explorers Range ist ein Gebirgszug im ostantarktischen Viktorialand. In den Bowers Mountains erstreckt er sich vom Mount Bruce im Norden bis zum Carryer- und dem McLin-Gletscher im Süden. 
Das New Zealand Antarctic Place-Names Committee benannte ihn nach den Forschungsreisenden (englisch explorers) der Nordgruppe einer von 1963 bis 1964 durchgeführten Kampagne im Rahmen der New Zealand Geological Survey Antarctic Expedition, die umfassende topografische und geologische Untersuchungen in dem Gebiet der Range durchgeführt hatten.